# Kościół Świętego Michała w Hildesheimie

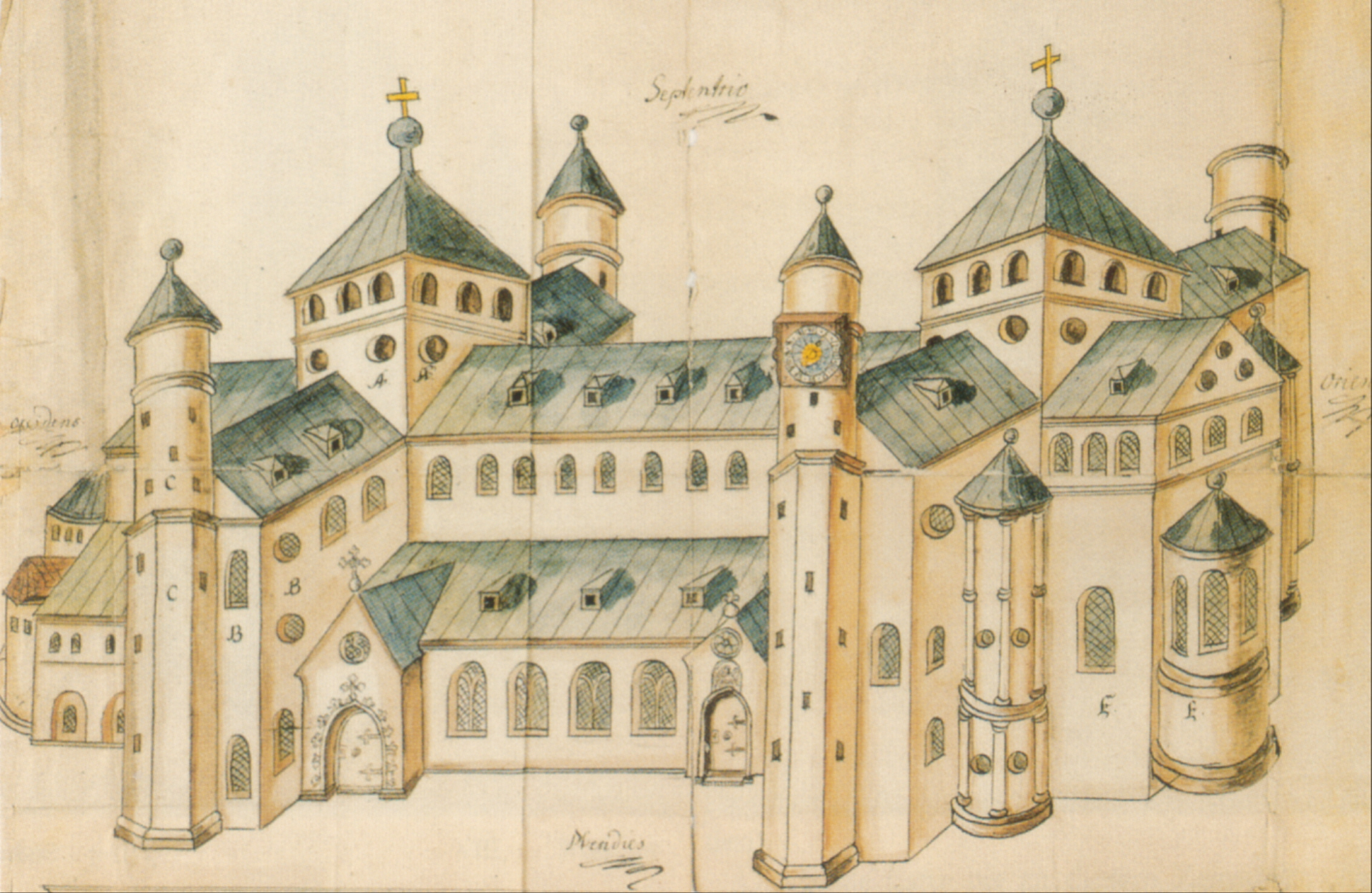
Kościół Świętego Michała, rysunek z 1662 r.

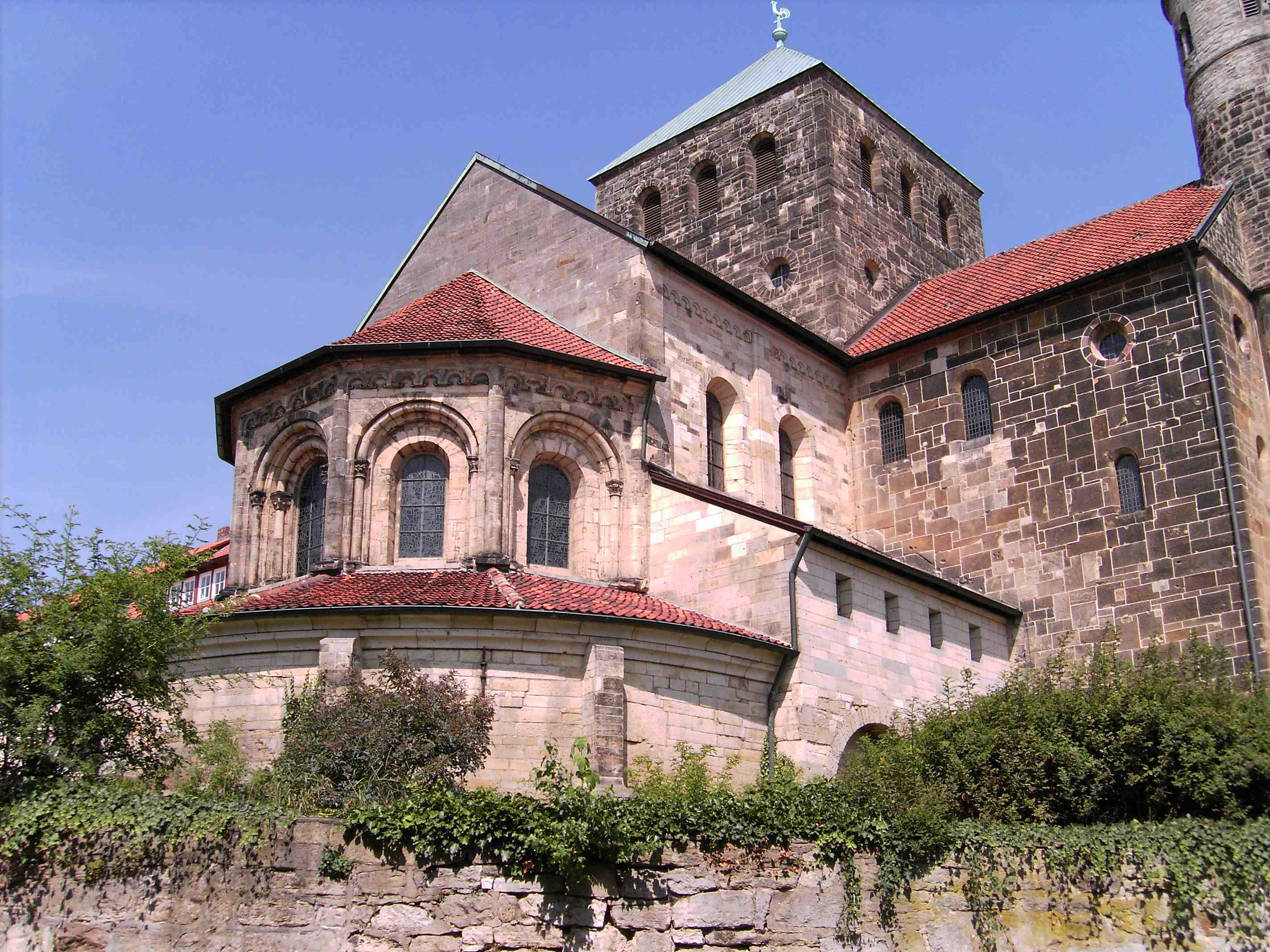
Zrekonstruowany po wojnie chór zachodni z kryptą Bernwarda

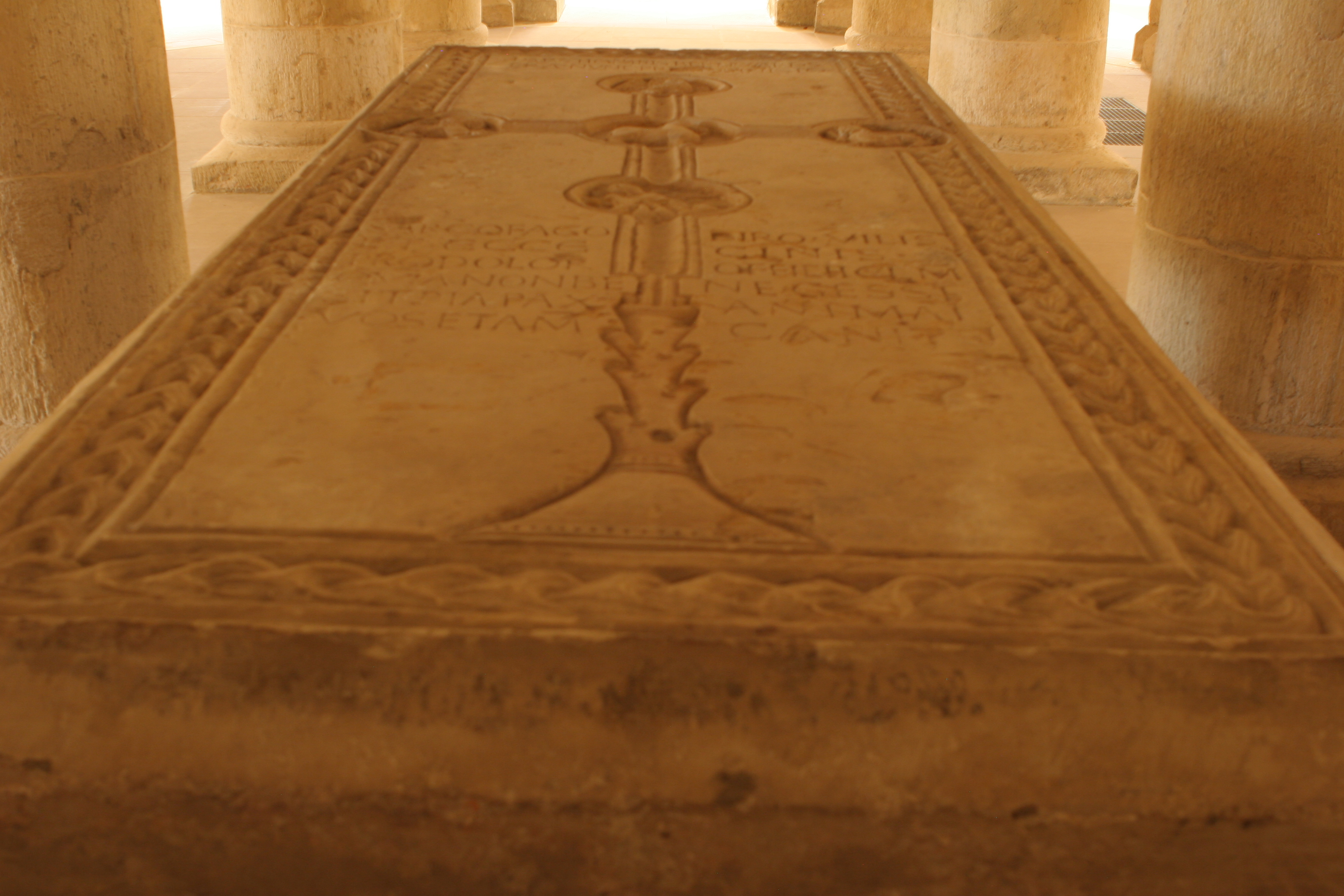
Płyta nagrobna św. Bernwarda

Kościół Świętego Michała w Hildesheimie (niem. Michaeliskirche lub St. Michael zu Hildesheim) – dawny kościół opactwa benedyktynów w Hildesheimie w Dolnej Saksonii w środkowych Niemczech – preromańska bazylika w stylu ottońskim, znana z malowideł pokrywających drewniany strop w nawie środkowej.
W 1985 kościół został wpisany na listę dziedzictwa kulturowego UNESCO.

## Położenie
Kościół Świętego Michała stoi na zachodnim skraju starego miasta na tzw. wzgórzu Michała. Wejście główne znajduje się po stronie południowej. Za kościołem rozciąga się ogród przyklasztorny oraz krużganki prowadzące do budynków parafialnych.

## Historia
Wkrótce po objęciu urzędu, biskup Bernward z Hildesheim (993-1022) kazał wznieść kaplicę na wzgórzu na zachód od wzgórza katedralnego (niem. Domburg). Zapoczątkowało to budowę klasztoru benedyktyńskiego. Kaplica została poświęcona św. Krzyżowi w 996. W tym samym roku Bernward zapisał kaplicy św. Krzyża w testamencie kościoły w Burgstemmen będące w jego włościach.
W latach 1010–1020 Bernward kazał wznieść kościół Świętego Michała dla klasztoru. Krypta zachodnia kościoła miała być miejscem jego pochówku, stąd też wybór św. Michała, Anioła Śmierci, na patrona świątyni. Krypta została poświęcona przez Bernwarda w 1015. Przyjmuje się, że Bernward zlecił również wykonanie brązowych wrót (niem. Bernwardstür) i kolumny Chrystusa (niem. Christussäule) dla kościoła Świętego Michała. Bernward zmarł w 1022 w klasztorze św. Michała i został pochowany w krypcie.
Kościół został poświęcony w 1033 przez następcę Bernwarda Godeharda. Po pożarze 1186 oraz przebudowie (odnowiono wszystkie kolumny nawy środkowej), świątynia została ponownie poświęcona za czasów biskupa Adeloga.
W latach 1171–1190 dodano kapitele. W 1192 ogłoszono Bernwarda świętym. Z tego czasu pochodzą reliefy przy wejściu do krypty. Bogato malowany drewniany strop nawy środkowej powstał ok. 1200 r. W 1250 zbudowano nowe krużganki, które połączyły kościół ze starą kaplicą przyklasztorną.
Wraz z nadejściem reformacji kościół został przejęty przez luteranów (dzisiaj Ewangelicko-Luterański Kościół Krajowy Hanoweru). Konwent benedyktyński przetrwał aż do sekularyzacji w 1803 r. Mnisi mogli odprawiać msze w krypcie Bernwarda, która po dziś dzień pozostała katolicka.
Podczas II wojny światowej kościół został zbombardowany przez aliantów w 1945. Odbudowę przeprowadzono w latach 1950–1960. W 1985 kościół został wpisany na listę dziedzictwa kulturowego UNESCO.

## Architektura
Kościół Świętego Michała jest jednym z najważniejszych zabytków architektury ottońskiej okresu preromańskiego.
Jest to bazylika o dwóch chórach i dwóch transeptach, z wieżami na planie kwadratu na skrzyżowaniu transeptów z nawą główną. Obydwie nawy poprzeczne posiadają po bokach po dwie mniejsze wieże z klatkami schodowymi.
Kościół jest symetryczny: apsyda z transeptem znajdują się zarówno w części wschodniej, jak i zachodniej. Kwadrat skrzyżowania nawy środkowej z transeptem jest jednostką miary, według której zorientowana jest cała budowla. Podobne kwadraty pojawiają się w skrzydłach transeptów, w nawie środkowej oraz w chórze zachodnim pomiędzy nawą środkową a apsydą.
Wygląd zewnętrzny budowli charakteryzuje się doskonałą równowagą pomiędzy elementami pionowymi (grupami wież) a poziomymi (nawą środkową, nawami poprzecznymi). Zakończone ostrymi łukami gotyckie okna nawy bocznej dodano w wiekach późniejszych.
Obydwa skrzyżowania nawy środkowej z transeptami w części wschodniej i zachodniej są ograniczone ze wszystkich stron potężnymi łukami.
Langhaus składa się z trzech naw oraz trzech przęseł zwieńczonych dachem drewnianym. Stropy zdobią pochodzące z XIII w. malowidła przedstawiające Drzewo Jessego obrazujące drzewo genealogiczne Chrystusa.
Przy budowie arkad nawy środkowej według projektu Bernwarda zastosowano dolnosaksoński zmienny system podpór, w którym po dwóch kolumnach (o głowicach kostkowych) następuje filar. Nad arkadami umiejscowiono okna o pełnych łukach, przez które wpada światło do nawy środkowej. Światło dociera też poprzez gotyckie okna o łukach ostrych umieszczonych w nawie bocznej.

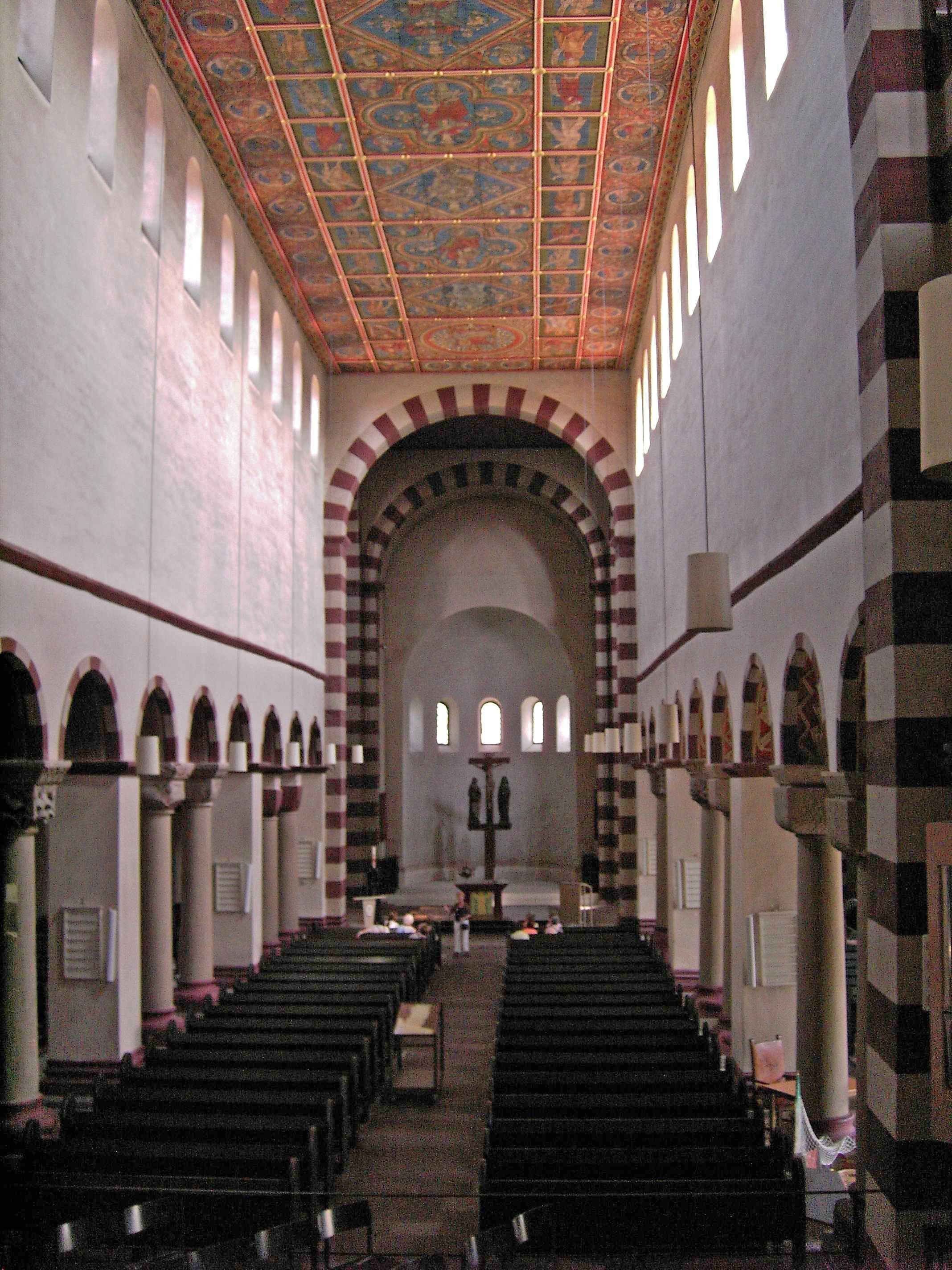
Widok ogólny wnętrza
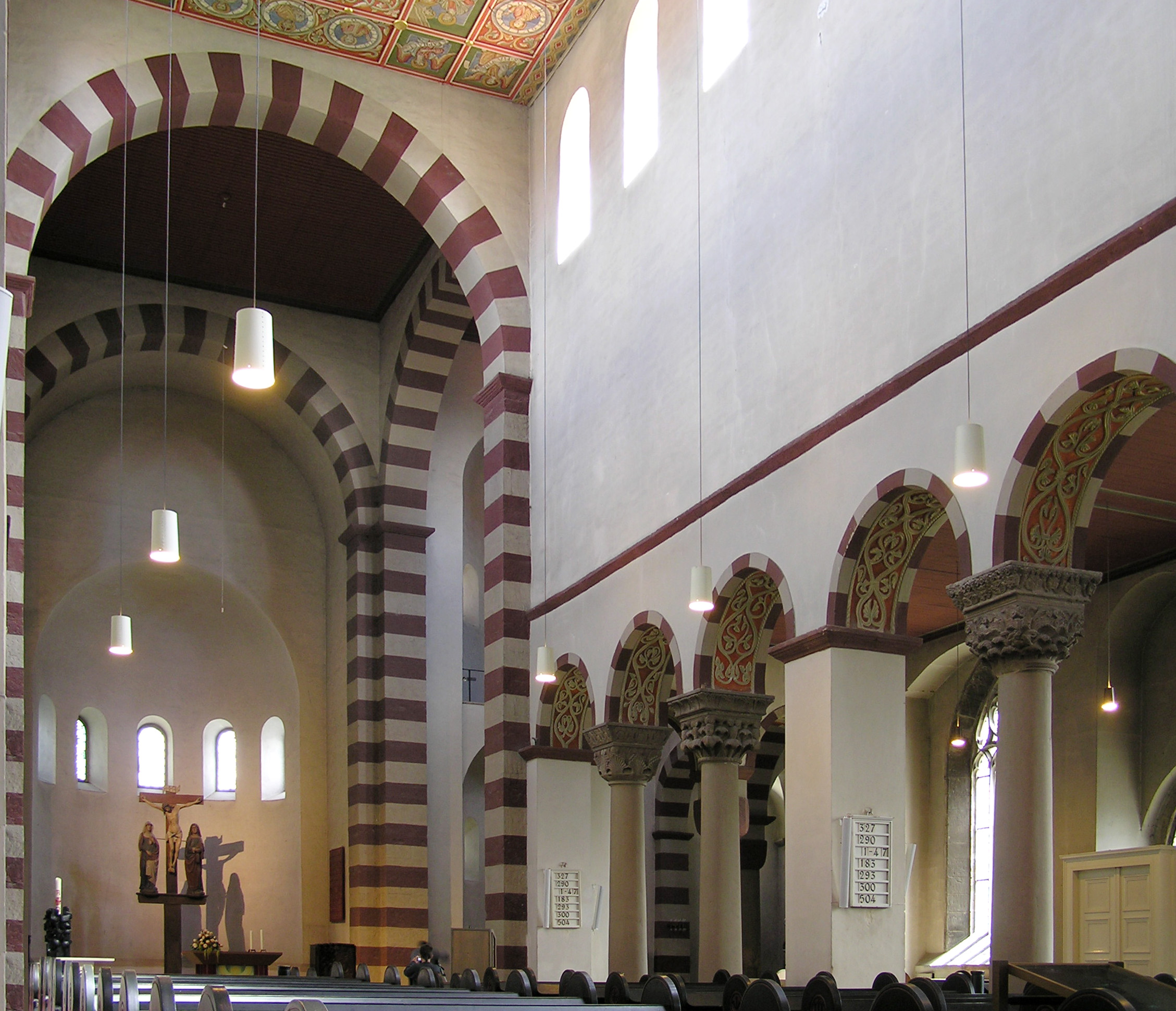
Kościół Świętego Michała, fragment wnętrza
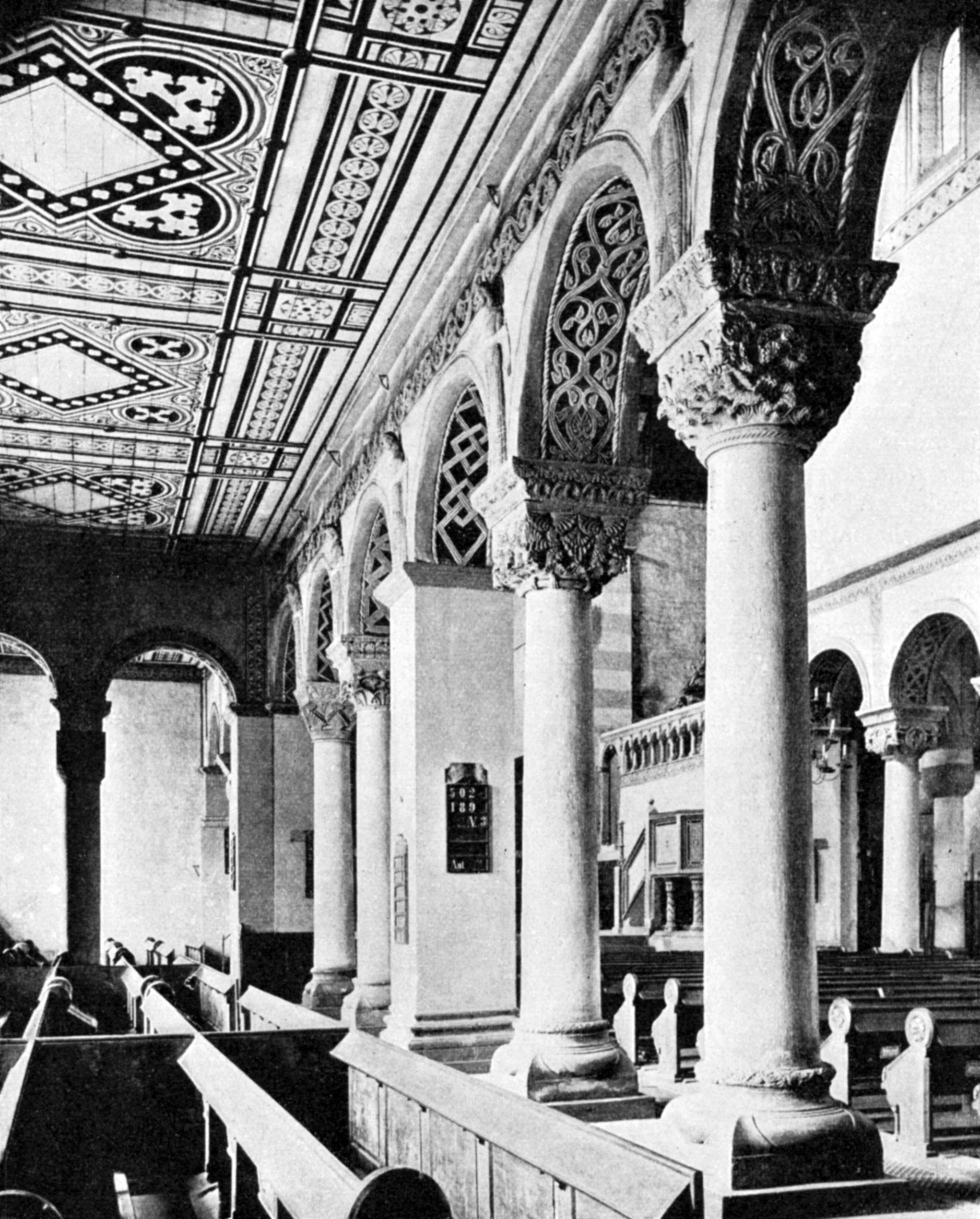
Wnętrze kościoła Świętego Michała, widok z nawy bocznej na typowo romański dolnosaksoński naprzemienny układ filarów i kolumn: jeden filar co dwie kolumny

### Wymiary
| Długość: 74,75 m                                    | Grubość muru: 1,63m                               |  |
| Długość transpetów: 40,01m                          | Szerokość transpetów: 11,38m                      |  |
| Długość krypty: 18,36m                              | Szerokość nawy środkowej: 22,75m                  |  |
| Długość nawy środkowej pomiędzy transeptami: 27,34m | Szerokość nawy środkowej pomiędzy arkadami: 8,60m |  |
| Wysokość nawy środkowej: 16,70m                     |                                                   |  |

### Okna chóru
Pięć barwnych witraży chóru zachodniego przedstawiających postaci aniołów zostało wykonane w 1965 r. przez Charlesa Crodela (1894-1974). W oknie środkowym znajduje się archanioł Michał, ukazany jako zwycięzca szatana. Poniżej okna, po stronie zewnętrznej znajduje się nisza, w której wcześniej wystawiano ołtarz św. Michała.
Pozostałe cztery okna chóru zachodniego przedstawiają: archanioła Rafała i cherubina po stronie południowej, oraz serafina i scenę zwiastowania Marii po stronie północnej.
Okna apsydy chóru wschodniego oraz apsydy wschodniej z 1966 są autorstwa Gerharda Hausmanna. Okna w dolnej apsydzie północno-wschodniego transpetu, która służy jako kaplica chrzcielna, przedstawiają scenę potopu oraz obrazy wody życia i gwiazdy zarannej. Okna w dolnej apsydzie południowo-wschodniego transeptu przedstawiają natomiast kłosy, Chrystusa w ogrodzie oraz chleb z nieba, nawiązując do eucharystii.

### Malowidła na drewnianym stropie
Drewniany strop nawy środkowej zdobią malowidła z XIII w. w stylu romańskiego malarstwa monumentalnego (27,6 m dług.; 8,7 szer.). W 1966 Johannes Sommer datował ich pochodzenie na 1200, argumentując, że po rezygnacji opata Theodericha II w 1204 r. tak wielkie przedsięwzięcie malarskie nie mogło być już przeprowadzone. Interdyscyplinarne badania malowideł przeprowadzone w 1999 wykazały natomiast, że dęby użyte do konstrukcji stropu zostały ścięte pomiędzy 1190 a 1220.
Malowidła kościoła Świętego Michała są obok dekoracji kościoła św. Marcina w Zillis jedynym dziełem monumentalnego malarstwa tablicowego z okresu średniowiecza zachowanym do naszych czasów. Obrazy naniesiono na płyty dębowe, rozszczepione z pni drzew.
Malowidło przedstawia drzewo Jessego obrazujące drzewo genealogiczne Chrystusa. Całość podzielona jest na osiem pól głównych.
Pierwsze pole, patrząc od strony zachodniej, ukazuje scenę upadku pierwszych ludzi w raju, co jest dość nietypowym elementem drzewa Jessego. Adam i Ewa stoją przy drzewie poznania. W koronie sąsiedniego drzewa siedzi błogosławiący Chrystus. Obraz raju okalają cztery rajskie rzeki: Eufrat, Tygrys, Phison (Ganges) i Gion (Nil). Po bokach znajdują się postaci ewangelistów Marka i Łukasza.
Drugie pole przedstawia śpiącego Jessego, z którego lędźwi wyrasta drzewo rozpościerające się na pozostałe części malowidła. W kolejnych polach znajdują się „owoce” drzewa Jessego- królowie Izraela: Dawida i Salomona, królowie Judy: Ezechiasza i Jozjasza; a każdego z nich otaczają czterej inni, nienazwani królowie.
Siódme pole ukazuje Marię w otoczeniu czterech cnót głównych. Maria trzyma w ręku wrzeciono z czerwoną przędzą. Według „Protoewangelii Jakuba” Maria należała do siedmiu dziewic, które wykonały zasłonę dla świątyni jerozolimskiej. Maria pokazana jest w pozie podobnej do pozy Ewy z pierwszego pola, co podkreśla wizję Marii jako drugiej Ewy.
Ósme pole zostało zniszczone w 1650 podczas zawalenia się wieży na skrzyżowaniu nawy głównej z transeptem. W czasie powojennej rekonstrukcji stropu w 1960 wstawiono tu malowidło przedstawiające Chrystusa jako sędziego, zasiadającego na tronie w dniu sądu ostatecznego. Obraz otaczają archaniołowie: Rafał, Uriel, Gabriel i Michał, oraz ewangeliści Mateusz i Jan.
Po każdej stronie pola głównego znajdują się prostokątne przedstawienia proroków, aniołów lub świętych: obok Marii po prawej stronie mamy anioła zwiastowania oraz proroka Izajasza, a po lewej u góry Jana Chrzciciela. Czwarty obraz nie został jednoznacznie zidentyfikowany- ukazuje Aarona lub proroka Zachariasza. Cztery obrazy różne przedstawiają symbole ewangelistów.
Ponadto na suficie znajdują się 42 medaliony z portretami przodków Chrystusa. Mateusz w swojej Ewangelii wywodzi pochodzenie Jezusa od Abrahama (który przedstawiony jest w jednym z medalionów, ale nie zajmuje żadnej znaczącej pozycji). Przodkowie Jezusa ukazani są zgodnie z przekazem Ewangelii Łukasza, która wymienia 78 osób, a od Dawida nie wiedzie przez Salomona, lecz przez jego brata Natana (nie mylić z prorokiem Natanem). Początkowo pod najwyższym obrazem głównym znajdował się krzyż Bernwarda, za którym stała kolumna Chrystusa.
By uchronić malowidła przed pożogą wojenną, sufit został rozebrany w 1943, a jego poszczególne elementy składowano w różnych miejscach. Po odbudowie kościoła w 1960 wszystkie oryginalne tablice powróciły odnowione na swoje miejsce.

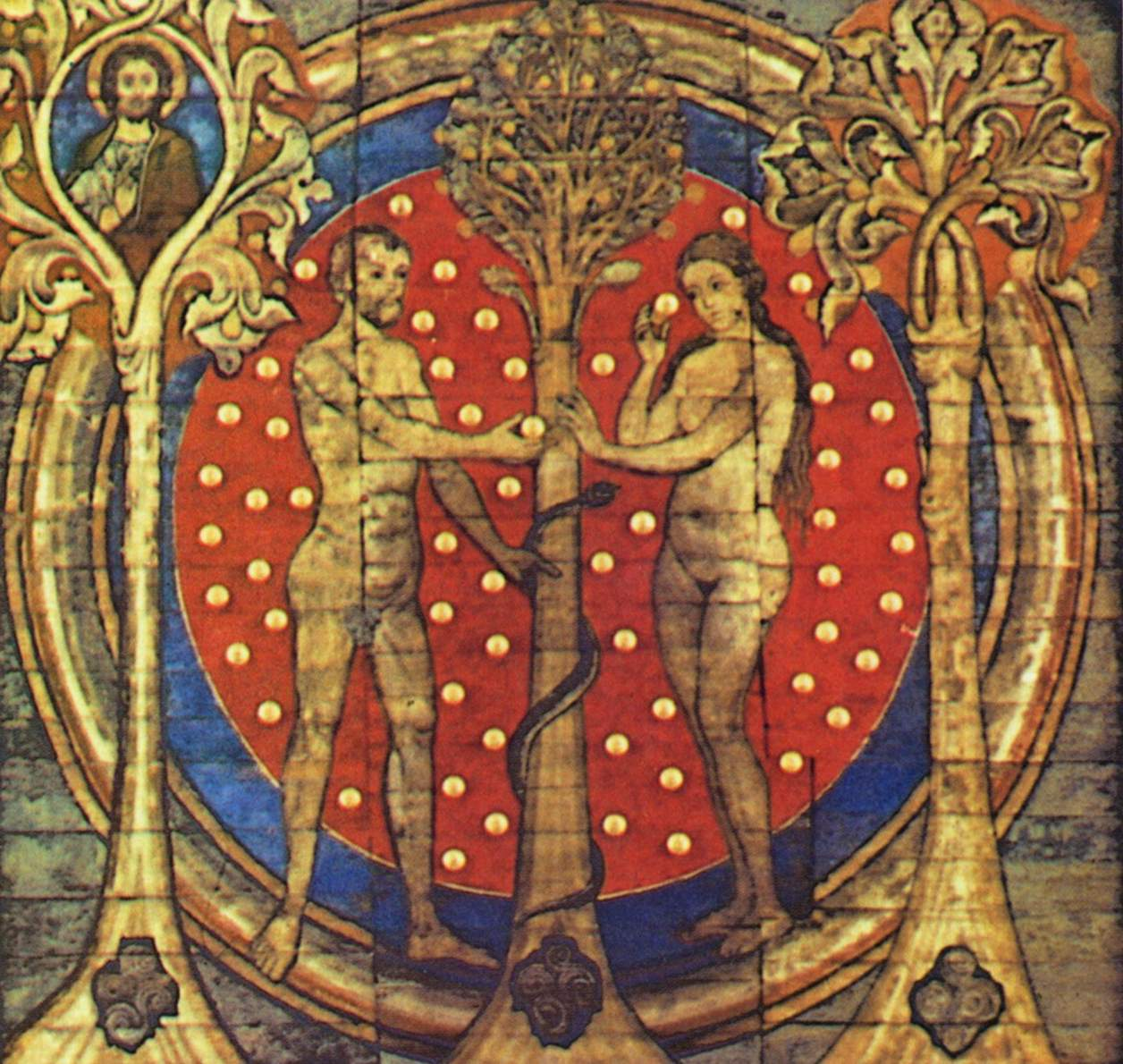
Detal malowidła na drewnianym stropie: Adam i Ewa
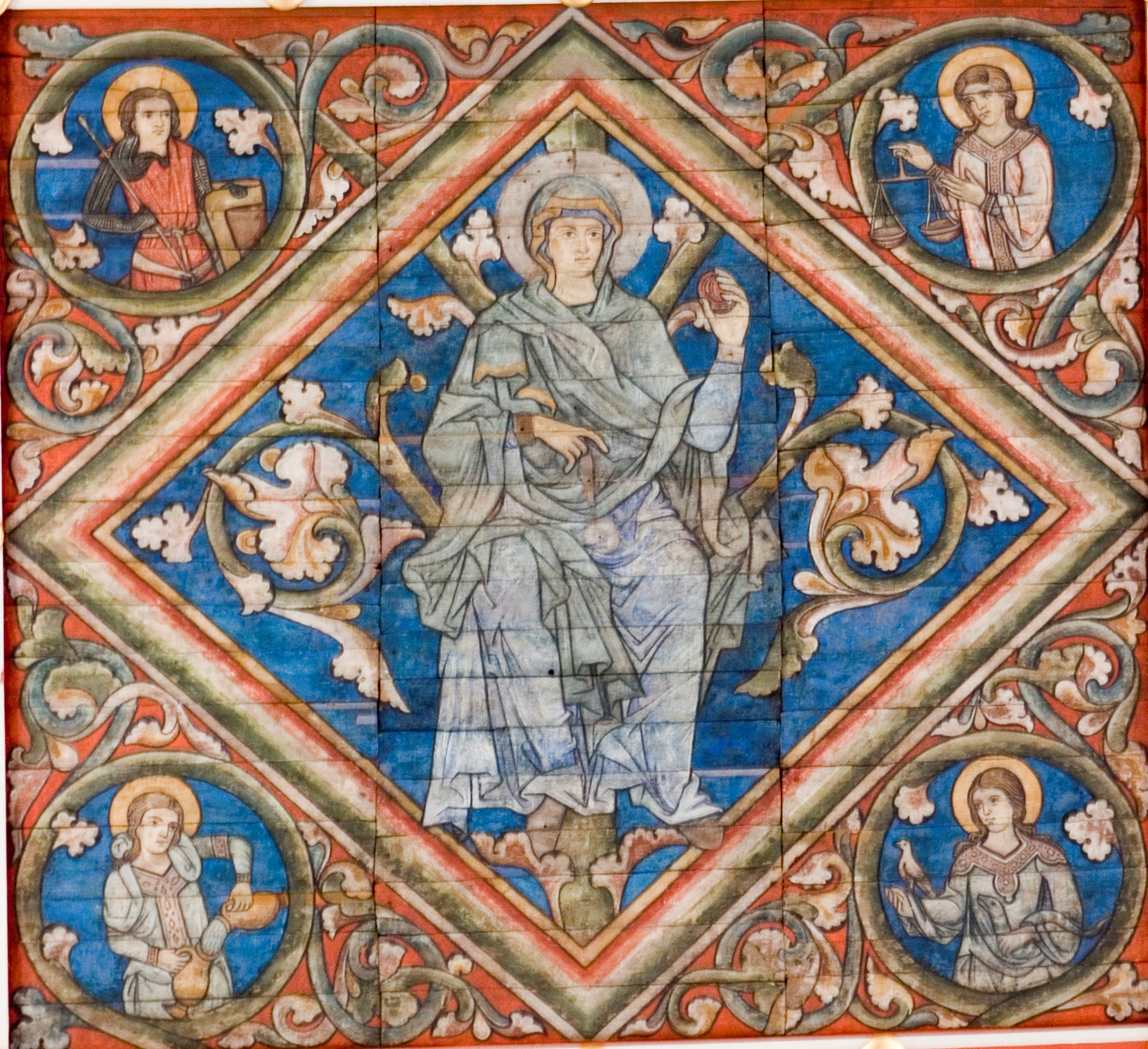
Detal malowidła na drewnianym stropie: Maria
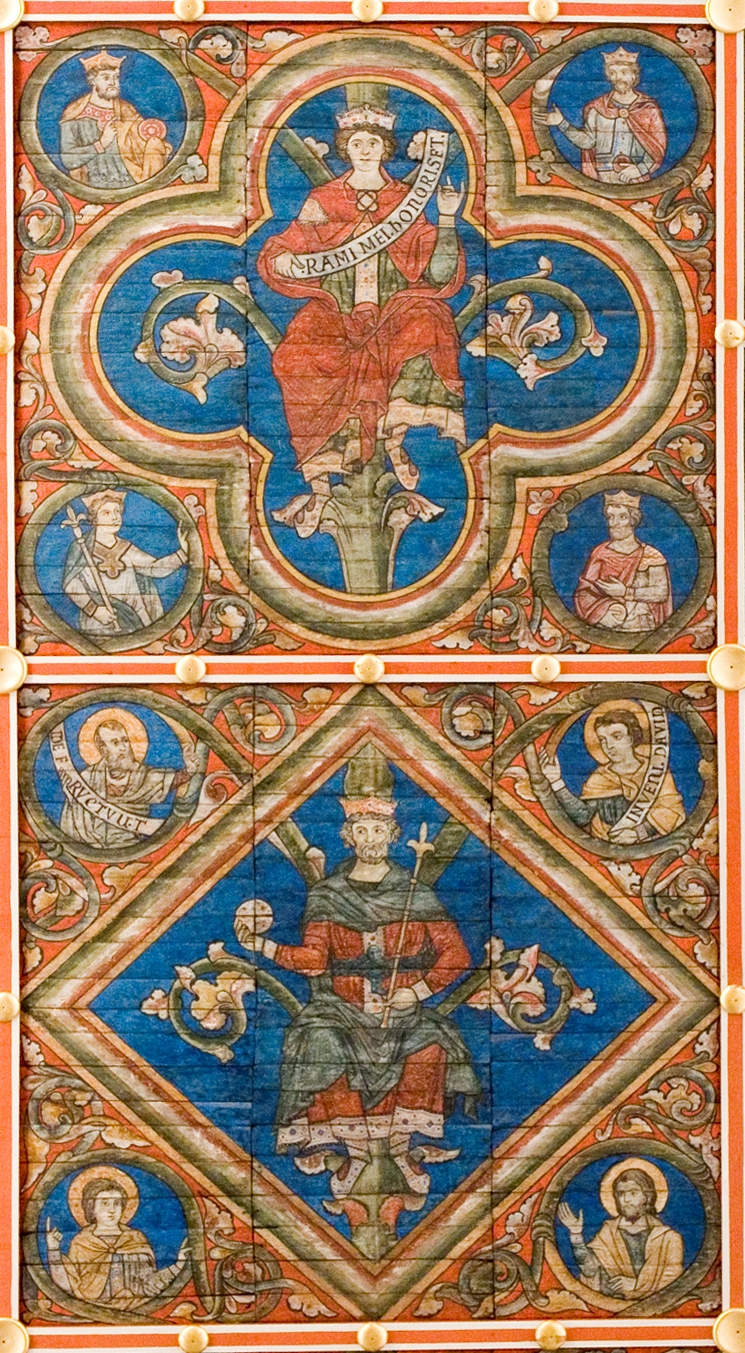
Detal malowidła na drewnianym stropie: król Salomon i król Dawid

### Północne ogrodzenie chóru
Barwne północne ogrodzenie chóru na skrzyżowaniu nawy głównej i transeptu przed chórem zachodnim świadczy o ważnej roli kolorów w sztuce średniowiecza. Przegroda została wzniesiona w latach 1194–1197 po kanonizacji Bernwarda, kiedy poszerzano kryptę. Podobna przegroda w południowej części kościoła została zniszczona w 1662.
Przegrodę zdobią liczne sztukaterie.
Po stronie wewnętrznej (południowej) umieszczono 13 kolorowych figur aniołów; niektóre mają szarfy z napisami. Po stronie zewnętrznej (północnej) przedstawiony jest fragment niebiańskiego Jeruzalem: pośrodku stoi figura Marii z dzieciątkiem, po prawej stronie (wschodniej): św. Piotra, św. Jakuba oraz św. Benedykta, po lewej stronie (zachodniej): św. Pawła, św. Jana oraz św. Bernwarda (trzymającego kościół św. Michała w ręku).

## Znaczenie
Kościół Świętego Michała jest często opisywany jako „Gottesburg”, co w wolnym tłumaczeniu na jęz. polski znaczy „warowny zamek Boga”. Określenie to dobrze oddaje warowny charakter świątyni o masywnych murach i niemalże obronnych wieżach.

## Aktualnie
Przed 1000-leciem kościoła w 2010 przeprowadzona jest renowacja budowli. Prace restauracyjne postępują w trzech etapach. Pierwszy etap został ukończony w 2007: wyremontowano podłogi, ponownie przywrócono dwa przejścia pomiędzy kryptą a kościołem, zbadano i zabezpieczono kolumny, zmodernizowano instalacje elektryczne i system grzewczy. W drugim etapie, zostaną odnowione wyższe partie nawy środkowej. Ostatni etap będzie poświęcony renowacji zewnętrznej.